# Polsat News
Polsat News è una rete televisiva generalista polacca gestita e di proprietà di Cyfrowy Polsat che trasmette in lingua polacca.

## Programmi
- Informacje (programma di news trasmesso ogni mezzora)
- Informacje dnia (telegiornale trasmesso alle ore 21.00 )
- Pogoda (Meteo)
- Sport (Sport)
- Nowy dzień
- To jest dzień
- To był dzień
- To był dzień na świecie
- Sportowe podsumowanie dnia (telegiornale sportivo serale)
- Wydarzenia
- Biznes Informacje (telegiornale economico)
- Interwencja Extra
- Graffiti (talk show politico)
- Ostatnia instancja
- Gość "Wydarzeń"
- Debata
- Encyklopedia zdrowia
- Czarny punkt
- Nie daj się fiskusowi